# Числа Эйлера II рода
Чи́сла Э́йлера II ро́да обозначаются {\displaystyle \left\langle {\left\langle {n \atop m}\right\rangle }\right\rangle =\left\langle {\left\langle n,m\right\rangle }\right\rangle =T(n,m+1)} и определяются как количество перестановок мультимножества {\displaystyle \{1,1,2,2,...,n,n\}}, обладающих тем свойством, что для каждого {\displaystyle k} подсчитываются все числа, большие чем {\displaystyle k}, встречающиеся между двумя вхождениями {\displaystyle k} в перестановке (таких перестановок {\displaystyle (2n-1)!!}, где !! обозначает двойной факториал), и имеющих ровно {\displaystyle m} «подъёмов» (элементов, бо́льших предыдущего элемента).

## Пример
Например, для {\displaystyle n=3} существует 15 таких перестановок, 1 без подъёмов, 8 с одним подъёмом и 6 с двумя подъёмами:
{\displaystyle 332211,}
{\displaystyle 221133,221331,223311,233211,113322,133221,331122,331221,}
{\displaystyle 112233,122133,112332,123321,133122,122331.}

## Рекуррентное соотношение
Числа Эйлера второго рода удовлетворяют рекуррентному соотношению, которое непосредственно следует из приведённого выше определения:
{\displaystyle \left\langle {\left\langle {n \atop m}\right\rangle }\right\rangle =(2n-m-1)\left\langle {\left\langle {n-1 \atop m-1}\right\rangle }\right\rangle +(m+1)\left\langle {\left\langle {n-1 \atop m}\right\rangle }\right\rangle },
с начальным условием для {\displaystyle n=0}, выраженным в скобках Айверсона:
{\displaystyle \left\langle {\left\langle {0 \atop m}\right\rangle }\right\rangle =[m=0]}.
Соответственно, полином Эйлера второго рода, обозначаемый здесь {\displaystyle P_{n}} (для них не существует стандартных обозначений)
{\displaystyle P_{n}(x)=\sum _{m=0}^{n}{\left\langle {\left\langle {n \atop m}\right\rangle }\right\rangle }x^{m}} и вышеупомянутые рекуррентные отношения переводятся в рекуррентное отношение для последовательности {\displaystyle P_{n}(x)}:
{\displaystyle P_{n+1}(x)=(2nx+1)P_{n}(x)-x(x-1)P'_{n}(x)}
с начальным условием {\displaystyle P_{0}(x)=1}.
Последнее повторение может быть записано в несколько более компактной форме с помощью интегрирующего фактора:
{\displaystyle (x-1)^{-2n-2}P_{n+1}(x)=(x(1-x)^{-2n-1}P_{n}(x)')},
так что рациональная функция
{\displaystyle u_{n}(x):=(x-1)^{-2n}P_{n}(x)}
удовлетворяет простому автономному рекуррентному соотношению:
{\displaystyle u_{n+1}=\left({\frac {x}{1-x}}u_{n}\right)'}, {\displaystyle u_{0}=1},
откуда можно получить эйлеровы многочлены в виде {\displaystyle P_{n}(x)=(1-x)^{2n}} и {\displaystyle u_{n}(x)} и числа Эйлера второго рода в качестве их коэффициентов.

## Треугольник чисел Эйлера II рода
Значения чисел Эйлера II рода {\displaystyle \left\langle {\left\langle {n \atop m}\right\rangle }\right\rangle } для малых значений n и m приведены в следующей таблице (последовательность A008517 в OEIS):
| n/m | 0 | 1    | 2     | 3       | 4       | 5        | 6        | 7       | 8      |
| --- | - | ---- | ----- | ------- | ------- | -------- | -------- | ------- | ------ |
| 1   | 1 |      |       |         |         |          |          |         |        |
| 2   | 1 | 2    |       |         |         |          |          |         |        |
| 3   | 1 | 8    | 6     |         |         |          |          |         |        |
| 4   | 1 | 22   | 58    | 24      |         |          |          |         |        |
| 5   | 1 | 52   | 328   | 444     | 120     |          |          |         |        |
| 6   | 1 | 114  | 1452  | 4400    | 3708    | 720      |          |         |        |
| 7   | 1 | 240  | 5610  | 32120   | 58140   | 33984    | 5040     |         |        |
| 8   | 1 | 494  | 19950 | 195800  | 644020  | 785304   | 341136   | 40320   |        |
| 9   | 1 | 1004 | 67260 | 1062500 | 5765500 | 12440064 | 11026296 | 3733920 | 362880 |

Сумма {\displaystyle n}-й строки, которая также является значением {\displaystyle P_{n}(1)}, равна {\displaystyle (2n-1)!!}.